# Regeringen Merkel I
Regeringen Merkel I var Tysklands förbundsregering mellan den 22 november 2005 och 27 oktober 2009. Den var en koalitionsregering bestående av partierna CDU/CSU och SPD. Efter förbundsdagsvalet 2005 kunde varken de borgerliga eller den sittande röd-gröna regeringen uppnå en majoritet i Förbundsdagen, vilket tvingade CDU/CSU och SPD att bilda den andra stora koalitionen. CDU/CSU var något större och SPD tvingades att ge upp kravet på att Gerhard Schröder skulle fortsätta som förbundskansler. Schröder avgick och ersattes av CDU:s kandidat, Angela Merkel, som blev den första kvinnliga kanslern i Tysklands historia.
Efter 2009 års allmänna val till Förbundsdagen avgick regeringen Merkel I och ersattes av regeringen Merkel II (CDU/CSU-FDP).

## Ministrar
| Titel                                                               | Namn | Namn                       | Tillträdde       | Avgick           | Parti |
| ------------------------------------------------------------------- | ---- | -------------------------- | ---------------- | ---------------- | ----- |
| Förbundskansler                                                     |      | Angela Merkel              | 22 november 2005 | 27 oktober 2009  | CDU   |
| Vicekansler                                                         |      | Franz Müntefering          | 22 november 2005 | 21 november 2007 | SPD   |
| Vicekansler                                                         |      | Frank-Walter Steinmeier    | 21 november 2007 | 27 oktober 2009  | SPD   |
| Utrikesminister                                                     |      | Frank-Walter Steinmeier    | 22 november 2005 | 27 oktober 2009  | SPD   |
| Inrikesminister                                                     |      | Wolfgang Schäuble          | 22 november 2005 | 27 oktober 2009  | CDU   |
| Justitieminister                                                    |      | Brigitte Zypries           | 22 november 2005 | 27 oktober 2009  | SPD   |
| Finansminister                                                      |      | Peer Steinbrück            | 22 november 2005 | 27 oktober 2009  | SPD   |
| Ekonomi- och teknologiminister                                      |      | Michael Glos               | 22 november 2005 | 10 februari 2009 | CSU   |
| Ekonomi- och teknologiminister                                      |      | Karl-Theodor zu Guttenberg | 10 februari 2009 | 27 oktober 2009  | CSU   |
| Arbets- och socialminister                                          |      | Franz Müntefering          | 22 november 2005 | 21 november 2007 | SPD   |
| Arbets- och socialminister                                          |      | Olaf Scholz                | 21 november 2007 | 27 oktober 2009  | SPD   |
| Livsmedels-, jordbruks- och konsumentminister                       |      | Horst Seehofer             | 22 november 2005 | 31 oktober 2008  | CSU   |
| Livsmedels-, jordbruks- och konsumentminister                       |      | Ilse Aigner                | 31 oktober 2008  | 27 oktober 2009  | CSU   |
| Försvarsminister                                                    |      | Franz Josef Jung           | 22 november 2005 | 27 oktober 2009  | CDU   |
| Familje-, senior-, kvinno- och ungdomsminister                      |      | Ursula von der Leyen       | 22 november 2005 | 27 oktober 2009  | CDU   |
| Hälsominister                                                       |      | Ulla Schmidt               | 22 november 2005 | 27 oktober 2009  | SPD   |
| Trafik-, bygg- och stadsutvecklingsminister                         |      | Wolfgang Tiefensee         | 22 november 2005 | 27 oktober 2009  | SPD   |
| Miljöminister                                                       |      | Sigmar Gabriel             | 22 november 2005 | 27 oktober 2009  | SPD   |
| Utbildnings- och forskningsminister                                 |      | Annette Schavan            | 22 november 2005 | 27 oktober 2009  | CDU   |
| Minister för ekonomiskt samarbete och bistånd                       |      | Heidemarie Wieczorek-Zeul  | 22 november 2005 | 27 oktober 2009  | SPD   |
| Minister för särskilda uppgifter, chef för Förbundskanslerns kansli |      | Thomas de Maizière         | 22 november 2005 | 27 oktober 2009  | CDU   |